# Israel Cole
Israel Cole (ur. 28 października 1964) – sierraleoński bokser, uczestnik Letnich Igrzysk Olimpijskich 1984 w Los Angeles.
Rywalizację na Letnich Igrzyskach Olimpijskich 1984 w Los Angeles rozpoczął od zwycięstwa w 1/16 finału nad Portorykańczykiem Victorem Cláudio. W 1/8 finału pokonał reprezentanta Tonga Elone'a Lutui, awansując do ćwierćfinału. W ćwierćfinale przegrał na punkty z Francuzem Christophe Tiozzo, nie zdobywając miejsca na podium. W klasyfikacji końcowej został sklasyfikowany na 5. pozycji.